# Метальні машини

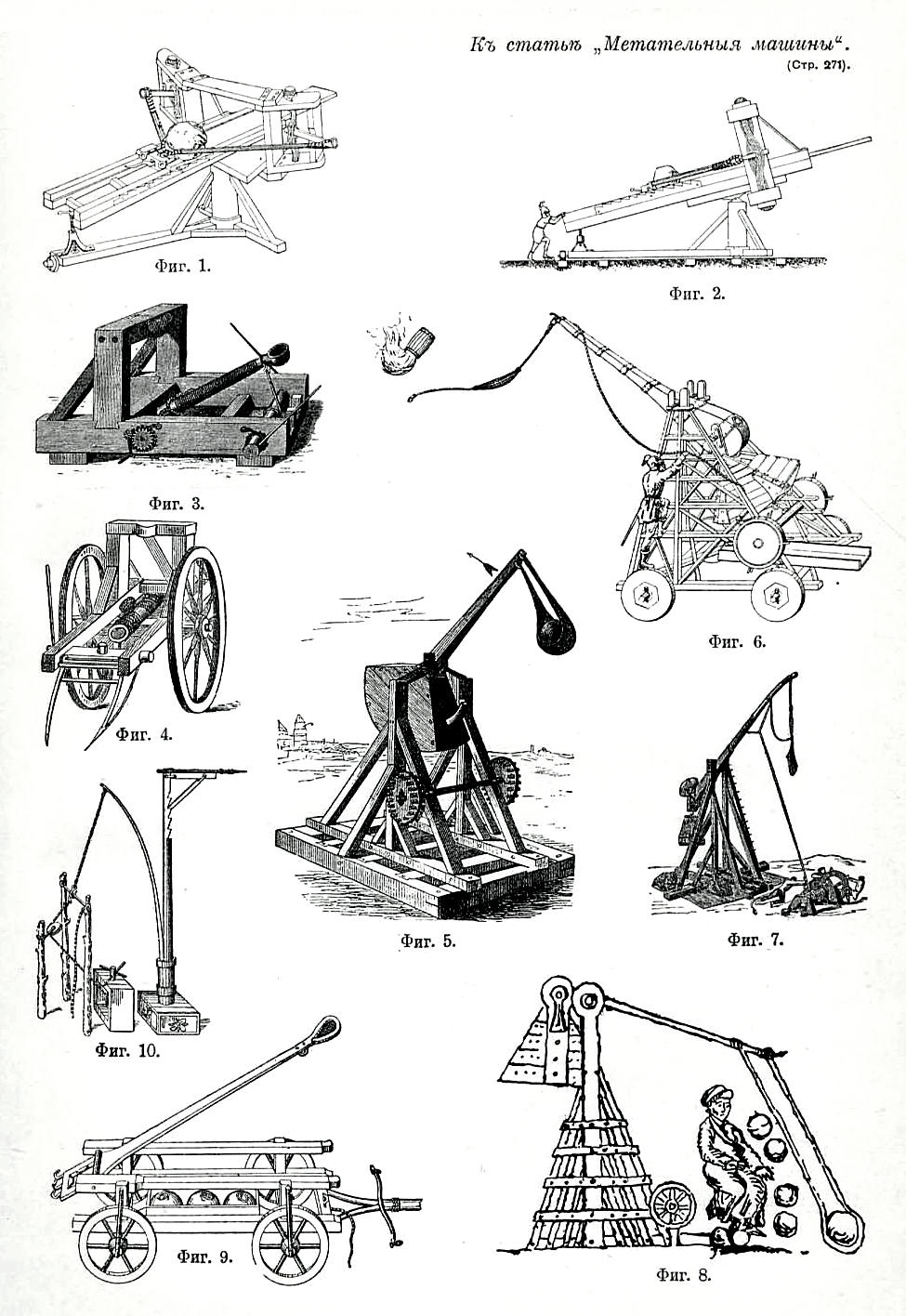
Метальні машини

Метальні машині (допорохова артилерія) — вид військової техніки, що застосовувався в стародавні і середньовічні часи. У загальному випадку являв собою механізми, що перетворюють м'язові зусилля людини в енергію польоту снаряда. Як правило, але не обов'язково, це перетворення здійснювалося за допомогою плавного накопичення потенційної енергії (пружними елементами або противагою) і подальшим різким її вивільненням.
У побуті метальні машині часто іменуються катапультами, що створює певну плутанину в поняттях, тому що ця назва спочатку стосувалася конкретного типу давньогрецьких стрілометів.
Перші метальні машини являли собою великогабаритні станкові варіації різних видів ручної метальної зброї: луків, пращ, пізніше — арбалетів. Зазвичай метальні машини використовувалися як стаціонарна облогова, фортечна чи корабельна артилерія. Перенацілювання і зміна кута піднесення траєкторії снарядів забезпечувалося шляхом повороту всього механізму за допомогою важелів, підбиття клинів, використання станини з вертлюгом або особливих поворотних механізмів. Деякі види метальних машин були побудовані також в полегшених мобільних модифікаціях, оснащених лафетом, полозами або колісним шасі. Такі машини служили для підтримки піхоти на полі бою. Метальні машині могли також використовуватися для допоміжних цілей: військово-інженерних (ліквідації водних і лісових перешкод), сигнальних або абордажних (закидання гарпуна чи гарпакса з прив'язаним тросом з метою підтягти атаковане судно).
У даний час метальні машині застосовуються в основному в мирних цілях, наприклад, для тренування спортсменів у тенісі та в стендової стрільби.

## Класифікація

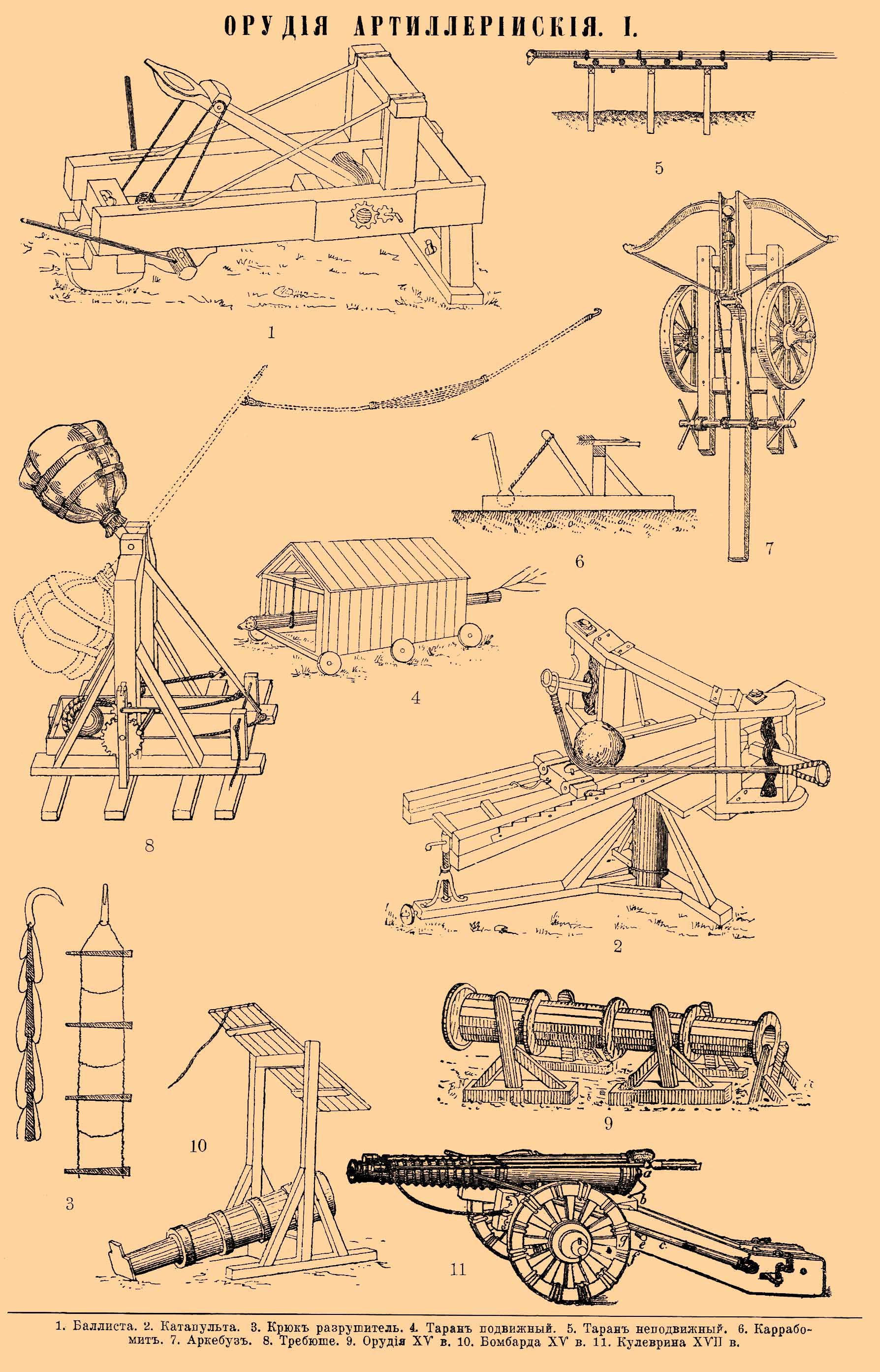
Метальні машини

### За принципом дії

#### Тенсіонні
Використовують енергію пружної деформації дощок, пластин, пружин, прутів і складених з них композицій.
- Одноплечеві:
  - Тенсіонний спрінгалд (Рутта, іноді неправильно — бріколь, скорпіон)
- Двохплечеві:
  - Аркбаліста (станковий арбалет, токсобаліста, грец. оксібелес, кит. лянь-ну-че,)
  - Ейнарм
  - Шаабль (онагр, що приводиться в дію масивним луком, закріпленим на рамі відбійника)

#### Торсіонні
Використовують енергію скручених волокон сухожиль, мотузок, волосся тварин і людини.
- Одноплечеві:
  - Онагр ( грец. монанкон)
- Двохплечеві:
  - балісти:
    - Скорпіон
    - Кейробаліста (хіробаліста)
    - Поліболи

Метальні машини торсіонного і тенсіонного типів часто об'єднують під загальною назвою невробалістичні.

#### Гравітаційні (баробалістичні)
Використовували енергію противаги, в ролі якого іноді виступає вага або м'язове зусилля людини, спрямоване вниз.
* Требушет (Фрондібола) і його різновиди: ручний (тяговий), з противагою і комбінований.

### За видом снарядів

#### Каменомет
(Грец. літобол, пізньолат. петрарія, фр. пер'єр)
Використовували як кам'яні, так і металеві ядра, горщики і бочки із запальною сумішшю, іноді і більш екзотичні боєприпаси, наприклад відрубані людські голові, бджолині вулики, трупи хворих тварин, шматки гниючого м'яса і т. ін.

#### Стріломети
Метали стріли, списи, дротики, болти, карро, гарпуни, оковані колоди та інші видовжені снаряди.

#### Комбіновані
Бліди.

### За траєкторією польоту снаряда

#### Настильної (прицільної, простого націлювання) стрільби
Евтітон (у перекладі з давньогрецької — що стріляє горизонтально)

#### Навісної стрільби (по балістичній траєкторії)
Палінтон (у перекладі з давньогрецької — [машина] для навісної стрільби). Тип, представлений виключно каменометами.

### За призначенням

#### Польові
Мобільні метальні машини, що використовуються на полі бою, слабо підготовлені у фортифікаційну плані. Як правило, забезпечувалися колісним шасі або полозами, або мали такі невеликі вагу і компактні розміри, що могли легко транспортуватися нечисленною обслугою.

#### Облогові
Важкі, стаціонарні механізми, як правило, великої потужності і дальності стрільби, були застосовувані для руйнування фортечних споруд, ураження живої сили захисників, закидання різних шкідливих боєприпасів, в окремих випадках навіть викритих ворожих шпигунів, на територію противника.

#### Протиоблогові (фортечні)
Вели вогонь по облоговим машинам, укріпленим позиціям і скупченнях живої сили супротивника з вогневих точок всередині фортечних споруд. До цього ж типу можна умовно віднести берегові і корабельні гармати.